# Priekulė
Priekulė è una città della Lituania, situata nella contea di Klaipėda.